# تنظیم (موسیقی)

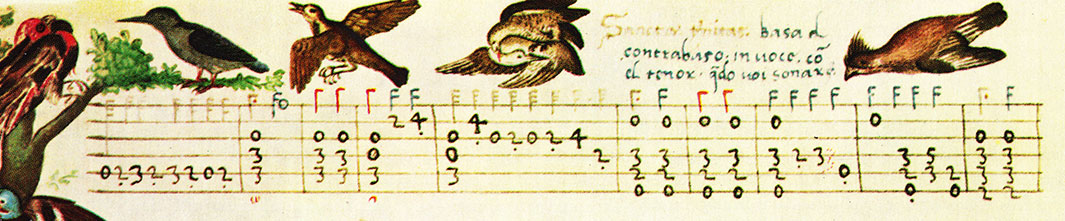
قطعه نوشته شده برای سازهای مختلف

تنظیم (به انگلیسی: Arrangement، به‌معنای آرایش/ چینش) در موسیقی، به مرحلهٔ بعد از آهنگسازی گفته می‌شود که طی آن، چیدمان سازها، جمله‌بندی اثر، و لحن نت‌ها بر پایهٔ قوانین کنترپوان و هارمونی مشخص می‌شود.
تنظیم‌کننده، که یک قطعه را برای سازهای مختلف می‌نویسد، باید با قابلیت‌های سازهای گوناگون به‌خوبی آشنا باشد.